# Pasquale Sgrosso
Pasquale Sgrosso (Avellino, 29 novembre 1856 – Napoli, 24 marzo 1900) è stato un oculista, chirurgo e psichiatra italiano.
Nacque in un sobborgo di Avellino da umilissima famiglia di contadini che attendevano al loro piccolo podere; i genitori Salvatore e Anna Masiello riuscirono tuttavia nell'intento di fare terminare al giovane Pasquale gli studi classici per poi inviarlo a Napoli dove si laureò in Medicina. Subito dopo il diploma universitario si dedicò agli studi di Oftalmologia e, per concorso, divenne assistente chirurgo all'Ospedale degli incurabili di quella città. Dopo sei anni di attività presso l'ospedale dovette soddisfare gli obblighi di leva e fu inviato a Catanzaro dove rimase 3 anni. Rientrato a Napoli entrò nel seguito del professor Del Monte (1838-1885), fra i più eminenti specialisti di oftalmologia in Italia. Presto, tuttavia, Sgrosso rivolse la propria attenzione alla chirurgia e agli studi della psichiatria, per cui chiese ed ottenne dal professor Giuseppe Buonomo, direttore del manicomio di Napoli, un posto nel gabinetto dell'Istituto psichiatrico. In meno di due anni lo Sgrosso diede alle stampe cinque pubblicazioni: due di pura oftalmologia (Il sarcoma del sacco lagrimale, Il glaucoma emorragico) e tre scritti intorno alla neuropatologia (Circolazione endoculare e fenomeni papillari nell'ipnotizzato; Affezioni oculari e disturbi visivi nella paralisi generale progressiva; Storia di un idiota con microttalmo unilaterale congenito), in collaborazione con il collega prof. Giovanni Andriani.
Nel 1887 fu invitato a dirigere la Clinica oculistica di Napoli dove conobbe il professor Carlo De Vincentiis, di cui fu allievo. Nei sei anni lì trascorsi il Grosso pubblicò 14 lavori sull'oftalmologia chirurgica.
Pasquale Sgrosso si spense a 43 anni a Napoli a causa di una polmonite. La notizia della morte venne divulgata, oltre che dalla stampa italiana, anche dalle più importanti riviste scientifiche e mediche internazionali.